# 랭커스터가
랭커스터 왕가(House of Lancaster)는 영국의 왕조 중의 하나로, 플랜태저넷 왕가의 방계이다. 장미 전쟁을 포함한 15세기에 잉글랜드와 웨일스에서 일어난 내전들의 주요 파벌 중 하나로 3명의 잉글랜드 국왕을 배출했다.

## 기원
에드워드 3세의 살아남은 아들 중 세 번째인 초대 랭커스터 공작 존 곤트가 시조이다. 3남인 존은 많은 영지와 권력을 세습받지 못했지만, 먼 친척이자 에드먼드의 증손녀 블랑쉬와 결혼해 그녀가 상속받은 레스터 백작령과 랭커스터의 넓은 영지에 대한 권리를 획득했다. 장인인 헨리 그로스먼트가 죽은 다음 해인 1362년, 아버지 에드워드 3세는 랭커스터 공작 작위를 다시 만들어 그를 임명하였다. 그가 살아있는 동안에는 영지를 바탕으로 한 강한 정치적 영향력을 누렸으나 1399년 그가 죽은 이후 리처드 2세가 영지를 몰수하고는 상속자였던 헨리 볼링브로크를 추방해버렸다.
같은 해, 아직 안정되지 않은 정국에도 불구하고 리처드 2세가 아일랜드 방문을 하는 동안 반란의 기회를 엿보던 의회파가 봉기를 일으켰고, 그들은 랭커스터 영지에 대한 권리를 주장하려고 귀국한 헨리를 지도자로 옹립했다. 소식을 들은 리처드는 황급히 잉글랜드로 되돌아 왔으나 제대로 싸워보지도 못한 채 패전해버렸고, 리처드는 유폐된 상태에서 죽어버렸다. 이에 헨리는 스스로를 헨리 4세로 칭하며 왕위에 올랐다.
그런데 왕위 계승권은 에드워드 3세의 살아남은 아들 중 두 번째인 클래런스 공작 라이오넬 앤트워프의 후손이 우선 순위에 있었다. 그럼에도 불구하고 헨리 4세가 이 순위를 건너 뛰고 승계함으로써 분란의 소지가 남아 있었고, 이후 라이오넬의 후손이 플랜태저넷 왕가의 다른 방계인 요크 가문과 결혼을 통해 결합함으로써 정통성이 더욱 강화되자 분쟁의 소지는 더 커지게 되었다. 결국 이 왕위 계승권과 정통성 문제는 헨리 6세부터 시작된 장미 전쟁의 원인이 되었다.
헨리 4세의 왕위는 아들 헨리 5세, 그리고 손자인 헨리 6세까지 이어졌으나, 헨리 6세가 랭커스터 왕가의 마지막 잉글랜드 국왕이 되었다.

## 프랑스 왕위 계승권 주장
헨리 5세는 에드워드 3세가 주장했던 프랑스 왕국의 왕위계승권을 다시금 주장하게 되었고 백년 전쟁을 재개했다. 잉글랜드는 1415년 아쟁쿠르 전투에서 프랑스군을 대파하는 등 여러 전투에서 승리하면서 전세를 유리하게 가져갔고, 심지어 발루아 왕가의 방계인 부르고뉴 공작 가문과 동맹까지 맺으면서 샤를을 고립시켰다. 1420년 부르고뉴 공작이 헨리와 프랑스 국왕 샤를 6세 사이에서 트루아 조약을 중재했고, 그 결과 헨리가 샤를의 딸 카트린과 결혼하기로 했다. 이 결혼을 통해 헨리는 프랑스의 섭정이 되고 샤를이 죽은 이후에는 왕위계승권을 주장할 수 있게 되었다. 또한 샤를의 아들인 도팽 샤를의 왕위계승권도 사실상 박탈되었다.
그러나 헨리 5세가 샤를 6세보다 먼저 사망함으로써 프랑스의 왕위계승권은 헨리 5세와 카트린의 젖먹이 아들 헨리 6세로 넘어가게 되었고, 헨리 5세의 동생인 존이 잉글랜드와 프랑스의 섭정이 되었다.
트루아 조약에 의한 왕위계승권은 잉글랜드가 점령한 지역과 동맹 영주들에게만 인정되었을 뿐, 루아르강 이남에서는 도팽 샤를이 샤를 7세로 인정되고 있었다. 샤를 7세는 처음에는 힘이 거의 없었으나 잔 다르크의 도움을 받아 1429년 랭스에서 대관식을 치르며 왕위에 올랐고 프랑스 전역에 대한 권리를 주장할 수 있었다. 1431년 파리에 있던 잉글랜드의 섭정은 헨리 6세의 프랑스 국왕 대관식을 거행했으나, 잉글랜드 세력은 발루아 가문의 군사적 반격과 내부 분열로 약해져만 갔다. 결국 1453년 랭커스터 왕가는 칼레를 제외하고는 프랑스에서의 모든 영토를 잃어버리고 말았다. 그러나 1801년까지 잉글랜드의 군주들은 프랑스의 왕위에 대한 계승 권리를 갖고 있었다.

## 장미 전쟁
헨리 6세는 정신질환을 앓고 있었고 1453년에는 신경쇠약으로 아무도 알아보지 못하는 상태가 되기도 했다. 결국 1461년 삼종제(三從弟 - 8촌)인 요크 공작 에드워드에 의해 폐위되어 구금당하고, 요크 공작은 에드워드 4세로 등극했다. 1470년 헨리 6세는 자신의 왕위를 되찾을 수 있었으나 반년도 채 못되어 에드워드 4세에 의해 다시 폐위되었다. 1471년 구금 상태에서 죽은 지 17일 후 그의 아들이자 왕위계승권자였던 웨스트민스터의 에드워드도 튜크스베리 전투에서 죽으면서 곤트의 존에서 시작된 랭커스터 왕가는 대가 끊기고 말았다.
랭커스터 왕가의 문장은 붉은 장미였고, 요크 가문의 문장은 흰색 장미였기 때문에 후세 역사가들은 이 전쟁을 장미 전쟁이라고 부른다.

## 튜더 왕조의 계승
존 곤트와 그의 정부 캐서린 스윈포드 사이에서 태어난 서자의 후예인 보퍼트(Beaufort) 백작 가문은 랭커스터 왕가의 가장 열렬한 지지세력 중 하나였다. 존과 스윈포드가 둘 사이에서 첫 아이가 태어난지 근 25년이 지난 1396년에 결혼했을 때, 로마 가톨릭교회는 교황 칙서를 통해 그들의 자식들을 적출로 인정해줬다. 이 문서는 이듬해인 1397년에 리처드 2세의 칙령으로 반포되었으나, 보퍼트 가문의 정통성은 여론마저 찬반으로 나뉘면서 늘 불안정했다.
랭커스터 가문이 종말을 고하자, 상대적으로 덜 알려졌던 헨리 튜더가 망명지인 브르타뉴에서 자신이 어머니인 마거릿 보퍼트의 혈통이 존 곤트에 이어져 있음으로 왕위계승권이 자기에게 있다고 주장하기 시작했다. 1485년 헨리는 리처드 3세의 평판이 땅에 떨어진 기회를 틈타 정변을 일으켜 승리함으로써 헨리 7세로 등극했다. 그는 랭커스터 가문의 부계 혈족이 아니었으므로 그로부터는 랭커스터 왕가가 아닌 튜더 왕가가 된다. 헨리 7세는 자신들 후손의 정통성을 강화하기 위해서 에드워드 4세의 딸 엘리자베스 요크와 결혼하여 요크 왕가의 상속권마저 획득함으로써 랭커스터 왕가와 요크 왕가 양쪽의 상속권이 그에게 하나로 합해지게 되었다.

## 역대 공작과 국왕

### 랭커스터 공작
| 초상                   | 이름                         | 출생           | 사망            | 비고 |
| ---------------------- | ---------------------------- | -------------- | --------------- | --- |
| John of Gaunt          | 존 곤트 (랭커스터 왕가 시조) | 1340년 3월 6일 | 1399년 2월 3일  | 잉글랜드의 왕 에드워드 3세의 넷째 아들로, 흑태자 에드워드, 라이오넬 플랜태저넷의 동생이자 요크의 에드먼드 1세의 형이다 |
| Henry (of) Bolingbroke | 헨리 볼링브로크              | 1366년 4월 3일 | 1413년 3월 20일 | 존 곤트의 아들이자 에드워드 3세의 손자                                                                                 |

헨리 볼링브로크는 1399년 9월 30일 잉글랜드 국왕 헨리 4세가 되면서 랭커스터 공작가 왕위에 합쳐졌다. 그는 다시 장자인 헨리 먼모스를 위해 웨일스 공작, 랭커스터 공작 작위를 1399년 11월 10일에 창설했다.
| 초상              | 이름        | 출생            | 사망            | 비고                 |
| ----------------- | ----------- | --------------- | --------------- | -------------------- |
| Henry of Monmouth | 헨리 먼모스 | 1386년 9월 16일 | 1422년 3월 31일 | 헨리 4세의 아들이다. |

1413년 헨리 먼모스가 잉글랜드 국왕 헨리 5세로 등극하면서 그의 모든 작위가 왕위에 통합되었다.

### 군주
| 초상             | 이름     | 재위            | 재위            | 비고 |
| ---------------- | -------- | --------------- | --------------- | --- |
|                  | 헨리 4세 | 1399년 9월 30일 | 1413년 3월 20일 | 에드워드 3세의 손자이자 초대 랭커스터 공작 곤트의 존의 아들로 사촌인 리처드 2세를 죽이고 왕위에 올랐다. |
|                  | 헨리 5세 | 1413년 3월 20일 | 1422년 8월 31일 | 헨리 4세의 아들.                                                                                        |
|                  | 헨리 6세 | 1422년 8월 31일 | 1461년 3월 4일  | 헨리 5세의 아들.                                                                                        |
| 1470년 10월 30일 | 헨리 6세 | 1471년 4월 11일 |                 | 헨리 5세의 아들.                                                                                        |

## 같이 보기
- 강제결혼
- 여성사
- 요크의 흰 장미